# 春風亭柳桜
春風亭 柳桜（しゅんぷうてい りゅうおう、1952年10月22日 - 2014年5月19日）は、東京都港区生まれの落語家。本名∶吉沢 正雄。落語芸術協会所属。出囃子は「小鍛冶」。

## 経歴
高校卒業後陸上自衛隊に1年半ほど入隊していた。除隊後電気プラグ製造工場、パチンコ店、喫茶店、板前など数々の職を転々とする。20歳の頃から原因不明の難病ビュルガー病を患って入退院を繰り返した。
1979年10月、五代目春風亭柳昇に入門し春風亭柳太郎で初高座。1984年3月、同じ名で二ツ目昇進。1992年に右脚を切断。1993年5月、桂小南治、三代目桂小文治と共に真打昇進し、「春風亭柳桜」と改名。「春風亭柳桜」としては俗に初代であるが、春錦亭柳桜から数えると四代目にあたる。1994年には左脚を切断。両脚ともに義足を装着してリハビリに励んだ。
1995年にハンディを克服して高座へ復帰。その後さらに膵臓や脾臓の切除手術も経験したが、晩年近くには普通に歩いて高座に現れ座布団に正座できるまでに回復した。相当のリハビリを経たものと思われる。
2014年5月19日、膵性糖尿病による多臓器不全のため自宅で死去、61歳没。

## 人物
古典落語を中心に行い、ハンデを思わせない軽快且つ悠々とした高座を演じた。弟弟子にあたる春風亭昇太は、柳桜から『本膳』の稽古をつけてもらっている。

## 芸歴
- 1979年10月 - 五代目春風亭柳昇に入門、「柳太郎」を名乗る。
- 1984年3月 - 二ツ目昇進。
- 1993年5月 - 真打昇進、「柳桜」と改名。

## 著書
- 「不死身の落語家 笑いがお薬」（うなぎ書房 ISBN 4-901174-20-7）

## 出演
- 「団塊スタイル どんな時でも落語が命 春風亭柳桜」（NHKEテレ、2013年3月22日）

## 関連事項
- 落語家一覧
- 落語芸術協会